# Austrodectes
Austrodectes is een geslacht van rechtvleugeligen uit de familie sabelsprinkhanen (Tettigoniidae). De wetenschappelijke naam van dit geslacht is voor het eerst geldig gepubliceerd in 1985 door Rentz.

## Soorten
Het geslacht Austrodectes  is monotypisch en omvat slechts de volgende soort:
- Austrodectes monticolus (Rentz, 1985)